# آرشي كليمنت
آرشي كليمنت (بالإنجليزية: Archie Clement) هو بارتيزان أمريكي، ولد في 1846 في مقاطعة ستوكس في الولايات المتحدة، وتوفي في 13 ديسمبر 1866.